# Касниго
Касниго (итал. Casnigo) је насеље у Италији у округу Бергамо, региону Ломбардија.
Према процени из 2011. у насељу је живело 3047 становника. Насеље се налази на надморској висини од 506 м.

## Становништво
| 1936. | 1951. | 1961. | 1971. | 1981. | 1991. | 2001. | 2011. |
| ----- | ----- | ----- | ----- | ----- | ----- | ----- | ----- |
| 2.545 | 2.872 | 3.027 | 3.171 | 3.448 | 3.612 | 3.453 | 3.334 |